# تارو یاماگوچی
تارو یاماگوچی (انگلیسی: Taro Yamaguchi؛ زادهٔ ۶ ژوئن ۱۹۷۰) بازیگر، و صداپیشه اهل ژاپن است.